# Trainkaserne Bischofswerda
Die ehemalige Trainkaserne Bischofswerda, am nördlichen Rand gelegen bei Bischofswerda, ist ein rund 40 Hektar großes Areal, in dem die 2. Kompanie des 1. Trainbataillons Nr. 12 stationiert war und zuletzt von den GSTD der 23. und 119. Raketenbrigade im Kalten Krieg als militärische Operationsbasis für die OTR-22-Raketensysteme in Königsbrück und im Taucherwald bei Uhyst, genutzt wurde. In dem heutigen Gewerbe- und Industriegebiet baute 2003 das Straßenbauamt Bautzen für die Straßenmeisterei Bischofswerda.

## Entstehungsgeschichte der sächsischen königlichen Trainkaserne

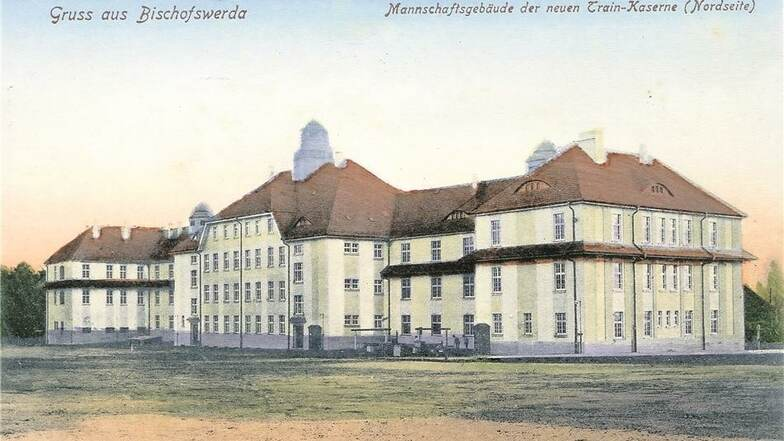
Die ehemalige Kaserne an der Bautzener Straße in Bischofswerda. Am 1. April 1913 war Baustart. Im Jahre 2002 wurde begonnen, die Kaserne abzureißen.

Besonders Bautzen hatte sich zur damaligen Zeit mit zwei großen Kasernen schon zu einem bedeutenden Militärstandort entwickelt. In vier Jahren war der für die damalige Zeit monumentale Komplex der Husarenkaserne im südöstlichen Vorstadtbereich entstanden, und schon gab es neue Pläne zur Errichtung einer weiteren Kaserne. Der Grund dafür war deren Entwicklung zu immer größeren Garnisonsstädten.
Während der Prüfung des Anliegens ergaben sich Zweifel, ob Bischofswerda die mit einer Garnison verbundenen Verpflichtungen ausreichend wahrnehmen kann. Schließlich wurde das Gesuch abgelehnt. Ebenso erging es einer Abordnung, die auf Betreiben des Gewerbevereins am 5. Januar 1887 im Kriegsministerium vorstellig geworden war. Genauso erfolglos blieben die Gesuche in den Jahren 1893, 1896 und 1901. Selbst die vorzügliche infrastrukturelle Anbindung der Stadt durch die Poststraße und die sächsisch-schlesische Eisenbahn waren dem Ministerium nicht Grund genug, in Bischofswerda Soldaten zu stationieren.
Nachdem der Bürgermeister Dr. Lange 1896 beim Ministerium in Dresden mit der Bitte um Stationierung in Bischofswerda gescheitert war, ließ das Kriegsministerium auch 1901 verlauten, dass Bischofswerda in absehbarer Zeit als Garnisonsstadt nicht in Betracht kommen werde. Doch die Stadt blieb hartnäckig, und so konnte der städtische Geschäftsmann und Reichstagsabgeordnete Heinrich Gräfe wenige Jahre später einen ersten Erfolg vermelden. Die zuständigen Stellen in Berlin hatten das Projekt inzwischen so weit befördert, dass der Bundesrat 1910 den Status als Garnisonsstadt bestätigte. Ende März 1913 erreichte die Nachricht die Stadt „Bischofswerda wird Garnison von zwei Trainkompanien“. Am 1. Oktober 1913 zog das Sächsische Trainbataillon Nr. 12 in das zum Ausweichquartier erklärte Gasthaus „Zum Löwen“.

Der Gesamtumfang der erforderlichen Investition betrug 880.000 Mark, die von der Heeresverwaltung selbst getragen wurden. Die Stadt hatte nur den dafür in Betracht kommenden Baugrund anzuweisen und kostenlos der Heeresverwaltung zur Verfügung zu stellen. Innerhalb der Stadt und auch in nächster Nähe gab es keine geeigneten Flächen. So musste man sich für eine gewisse Distanz zwischen der Stadt und der Garnison entscheiden. Ausersehen war das Gelände unweit des Exerzierplatzes der 1849 aufgelösten Kommunalgarde an der Fernstraße nach Bautzen, gleich hinter dem Ausflugsrestaurant und Hotel „Zum goldenen Löwen“. Der Bauplatz umfasste etwa fünf Hektar und das Gelände des ehemaligen Exerzierplatzes etwa 25 Hektar. Auf dem Kasernengelände waren nun zu errichten: ein Mannschaftshaus mit Offizierswohnung und mit Wirtschaftsräumen, eine Wasch- und Arrestanstalt, ein Familienhaus mit separierten Wohnungen, Stallgebäude, ein Patronenhaus, ein Reithaus, eine Hufschmiede, ein Feldgeräteschuppen, Wagenhäuser, und alle erforderlichen Nebenanlagen. Allein der bauliche Umfang war hinsichtlich der sich daraus entwickelnden Auftragslage verlockend. Allerdings war der Zeitplan eng gestrickt: Die erste Kompanie war bereits für den 1. Oktober 1913 angekündigt, eine zweite sollte ein Jahr danach am 1. Oktober 1914 folgen, und später war noch eine dritte Einheit in Aussicht gestellt. Ab 1. April 1913 begannen die Bauarbeiten für die Kaserne, damit Bischofswerda Garnisonsstadt werden konnte. Aufgrund des Kriegsbeginns befanden sich jedoch keine Truppen in der Garnison.

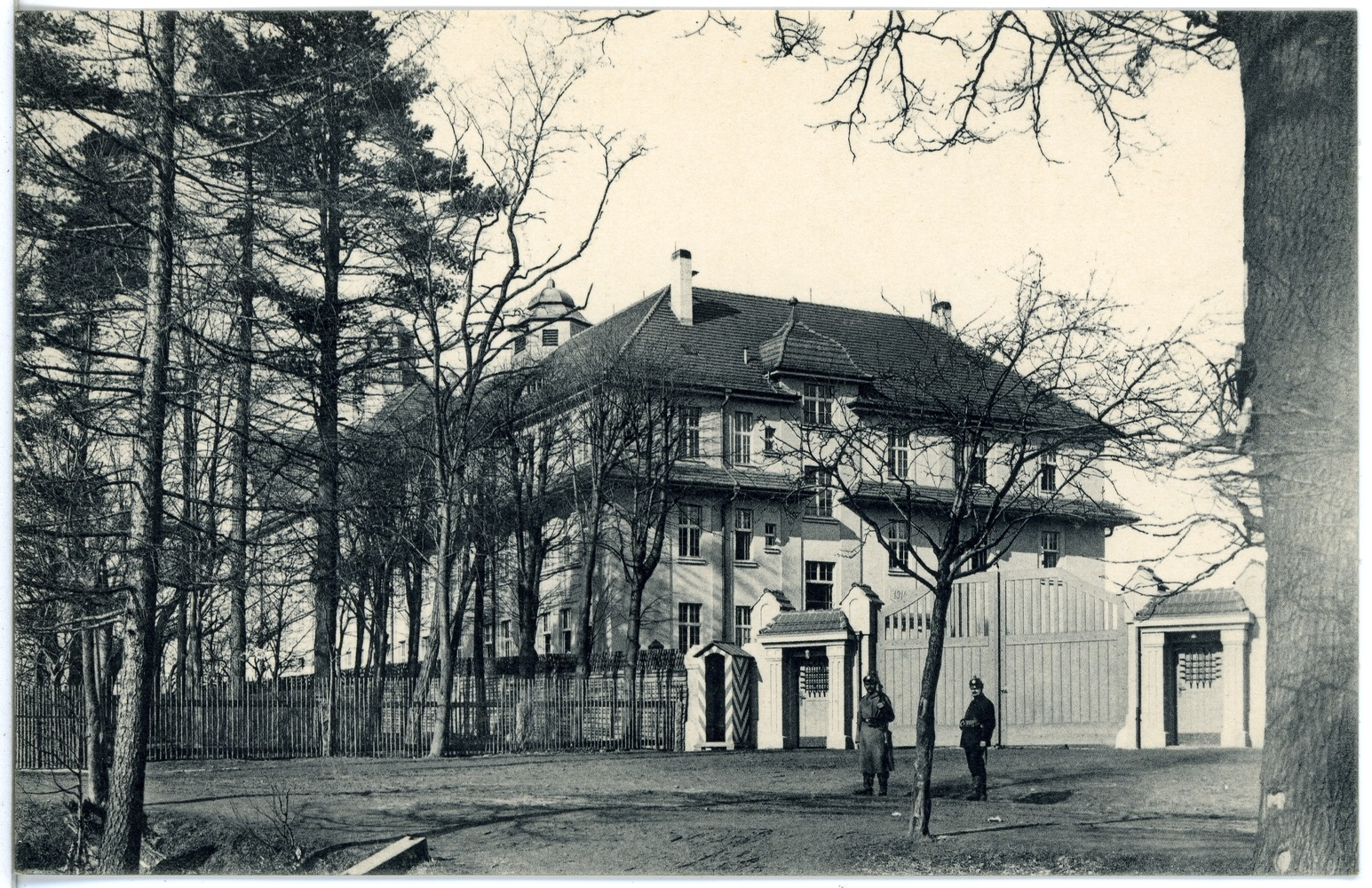
Ehem. Haupteingang am östlichen Ende der Kaserne auf dem Löwenberg, Waldeck. 1914

In den Zwischenkriegsjahren (1919–1938) war die Garnison keine militärische Einrichtung. Die Gebäude wurden von der Stadtverwaltung genutzt. Im Zusammenhang mit Wohnungsproblemen lebten 1921 56 Bürgerfamilien in der Kaserne, weitere 20 Wohnungen wurden in den Stallungen (2. Stock) eingerichtet. Auf dem Territorium befanden sich: ein Buchverlag (in der Garage) und eine Jugendherberge (im Schmiedegebäude). Bis 1938 wurden die Einwohner in den südlichen Teil der Stadt umgesiedelt.
Während des Zweiten Weltkriegs (1939–1945) wurde die Garnison von der Führung des Berliner Luftgau-Nachrichten-Regimenter genutzt. Hier befand sich die Ausbildungseinheit für Funker und Luftwaffenhelfer. Unter den Kadetten überwogen Frauen. In dieser Zeit wurde der Exerzierplatz vor der Kaserne um 2,5-3 Meter erhöht, unter dem sich ein Luftschutzbunker befand. Während dieser Zeit wurde auch der auf dem Mittelbau des Mannschaftshauses befindliche Dachreiter abgetragen und durch eine Plattform zur Luftraumüberwachung ersetzt. Im Januar 1945 wurde die Ausbildung eingestellt, und die in der Kaserne stationierte Nachfolgeeinheit war in die Verteidigung der Stadt einbezogen. In den folgenden Jahren diente die Kaserne zunächst als Quartier für Flüchtlinge und Heimatvertriebene.
1998 erwarb die Stadt Bischofswerda die Kaserne, ließ 2000 den „Goldenen Löwen“ baulich sichern und begann 2002 mit dem Abriss der Kaserne. Das Restaurant Goldener Löwe ist in der Garnison enthalten und bis heute erhalten.

## Unter sowjetischer Nutzung

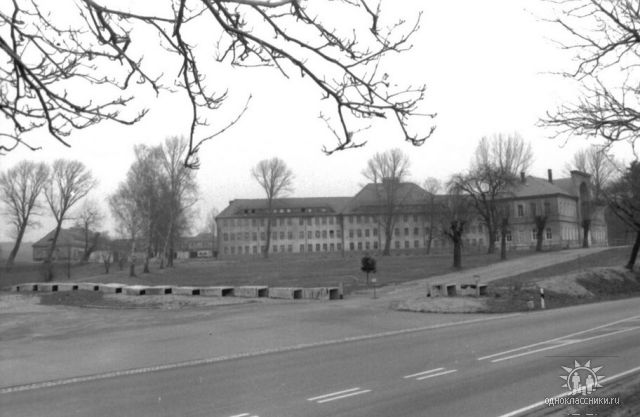
Blick auf die Garnison Waldeck von Bischofswerda mit Ehem. Gasthaus Goldener Löwe. Dahinter Kasernengebäude der russischen Garnison Bischofswerda. 25.03.2000

1952 kurz nach Ende des Zweiten Weltkriegs waren sowjetische Truppen dauerhaft in der Garnison stationiert. Anfangs ein abgesondertes Panzerbataillon, 1960–1963 ein Rohrleitungs-Bataillon. Ein neues Wachgebäude an der Fernstraße 6 – heute B6 wurde errichtet.
Ab 1962–1981 wurde die 2. abgesonderte Raketenabteilung (160. RDDN-Militäreinheit 66513, Rufzeichen Nadoi-1) der 23. Raketenbrigade (die Verwaltung und die 1. Abteilung – in Königsbrück, die 3. Abteilung – Meißen) disloziert. Am 25. Juni 1981 wurde die Division als Teil der Brigade in den Militärbezirk Fernost (Birobidschan, Gebiet Chabarowsk) abgezogen. 
Bis zum Abzug der Truppen blieb die Kaserne Objekt der zeitweilig in der DDR stationierten sowjetischen Militäreinheiten. Im Mai und Juni 1992 wurden die sowjetische Garnison und auch ihre Militärpräsenz im Taucherwald, die dort 1982 begonnen hatte, aufgelöst. Die Kaserne stand dann unter staatlicher Verwaltung, aber blieb ungenutzt.

## 119. Raketenbrigade Bischofswerda

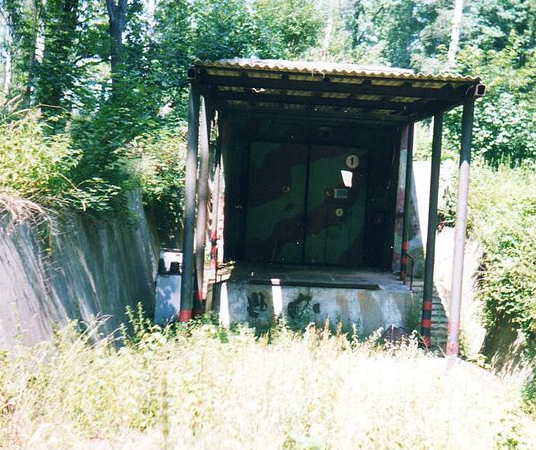
Beheizbarer Lagerbunker FB-75 für 8 Gefechtsköpfe. Juli 1995

Der Deutsche Bundestag beschließt am 22. November 1983 in namentlicher Abstimmung den sogenannten NATO-Doppelbeschluss zu vollziehen und stimmte damit für die Stationierung von 108 Pershing 2 Raketen in Baden-Württemberg. Daraufhin wird der Taucherwald am 25. Januar 1984 zur militärischen Sperrzone ("Der Taucherwald über die Jahrhunderte" Seite 64). 
In der Garnison waren noch die Feldpostnummer „82431“ (zuständig für „das Erzeugnis“ = Kernköpfe), eine Pionierkompanie und die Wachkompanie. Im April 1984 kam aus Chabarowsk (Gombori in Georgien), die 1. selbstständige Raketenabteilung, der 119. Raketenbrigade hinzu. Der Stab kam im April und die Raketen kamen am 13. Mai nach Bischofswerda bzw. Taucherwald. 
Die Ausrüstung: Operativ Taktischer Raketenkomplex ОТR 9К76 „Temp - S“ (NATO-Code SS-12 Scaleboard) mit 8 Raketen und 8 Sprengköpfen vom Typ AA81 auf 5 Startrampen. Die Raketen wurde am 13. Mai in Bischofswerda bzw. im Taucherwald bei Uhyst stationiert.

## Objektdaten
- Baubeginn 1. April 1913
- Inbetriebnahme Oktober 1913
- Mannschaftshaus, Familienhaus, Reithalle, Stallgebäude, Offizierskasino

## Nutzungsgeschichte
- bis August 1914 Kaserne des Sächsischen 1. Trainbataillons Nr. 12
- ab 1914 Kriegsgefangenenlager, Bau der Garnison abgeschlossen
- 1918 bis 1921 Leerstand der Kaserne
- 1923 Umnutzung zu Wohn- und Gewerbegebäuden
- ab 1939 Ausbildungsobjekt des Luftgau-Nachrichtenregiments 4
- ab 15. November 1942 Ausbildung von Luftnachrichtenhelferinnen
- ab Januar 1945 Luftnachrichten-Feldersatzabteilung
- nach 1945 Nutzung durch Rote Armee
- 1952 Übergabe an Sowjetarmee, Bau des neuen Haupteinganges mit Wachhaus an der B6
- 1961 bis 1963 Rohrleitungsbataillon
- 1962 bis Juni 1981 Raketenabteilung (SS-1c) der 23. Raketenbrigade Königsbrück
- Oktober 1983 Erweiterung um 6 ha, Errichtung beheizbarer Lagerbunker FB-75 für 8 Gefechtsköpfe (1./2. KS)
- Juni 1984 bis Februar 1988 1150. Raketenabteilung (SS-12) der 119. Raketenbrigade Königsbrück
- 18. März 1993 Übergabe an deutsche Verwaltung
- August 1998 Kauf durch Stadt Bischofswerda
- September bis Dezember 2000 „Goldener Löwe“ wird baulich gesichert
- 2002/03 Abriss der Kasernenbauten
- 2007/08 Bau einer Solarfabrik (2011 Insolvenz)
- Im Herbst 2013 wurde das Gelände von der B & W Handelsgesellschaft mbH aus Kamenz gekauft.

## Fotodokumentation

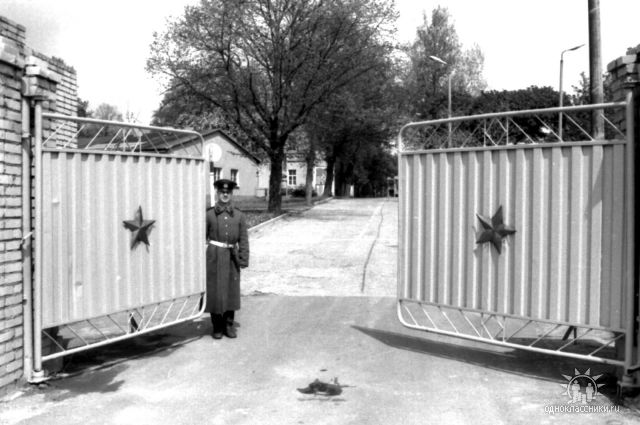
Haupteingang mit Wachgebäude an der Südseite zur Garnison in Bischofswerda. Links der Straße sieht man die Ecke einer kasernenartigen Familienherberge für Fähnriche. 16. Mai 1991.
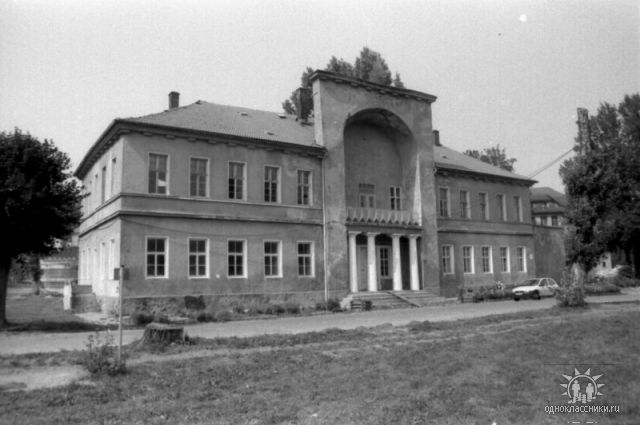
Das Offizierskasino (erbaut 1826 – ehem. Restaurant Goldener Löwe) ist das einzige erhaltene Gebäude der Garnison. 12. August 1998
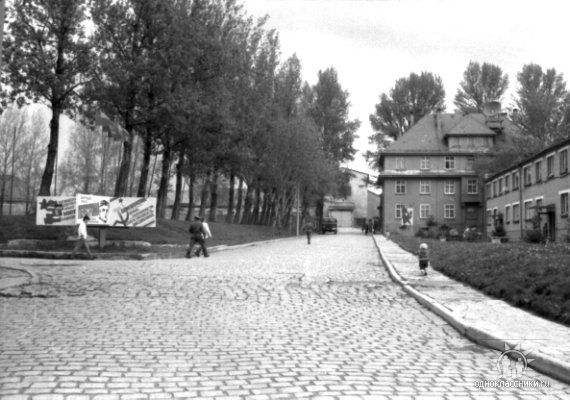
Zentrale Straße. Auf der linken Seite eine Abzweigung zu den Kasernen und dem Exerzierplatzes, vorne rechts ist DOS-2 und das Hauptquartier. 16. Mai 1991.
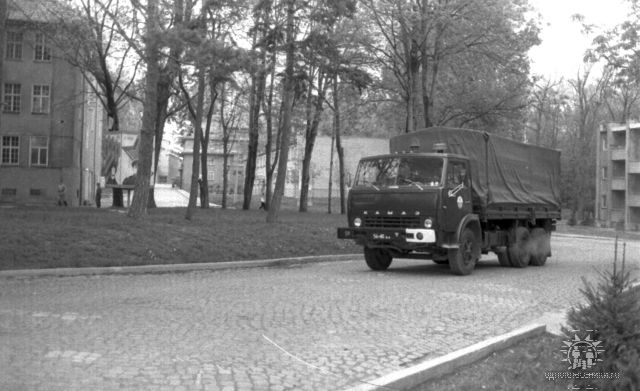
Die Hauptstraße der Garnison. KAMAZ bewegt sich an der Kaserne vorbei zum Checkpoint. 16. Mai 1991
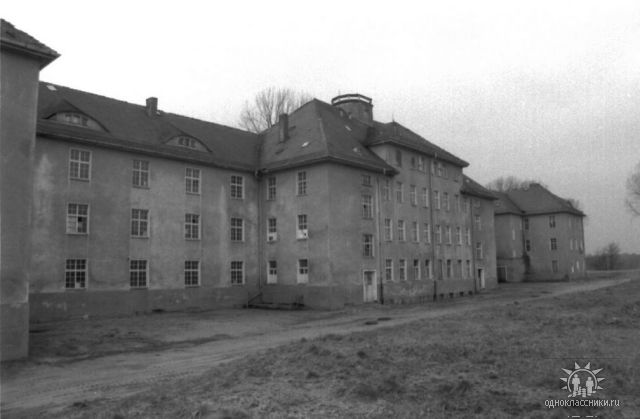
Kaserne von der Nordseite (von der Seite des Exerzierplatzes und des Fußballplatzes). Auf dem Dach der abgetragene Dachreiter.
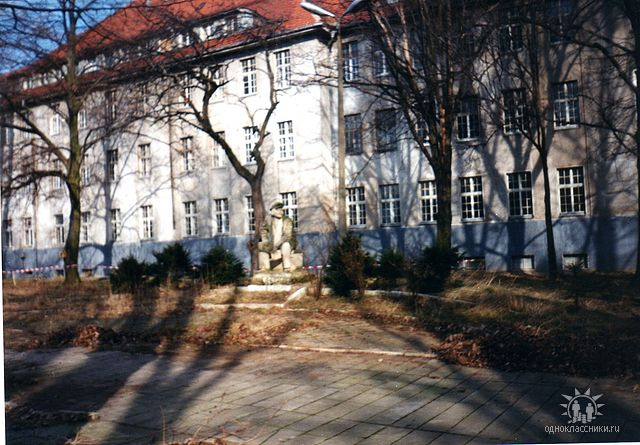
Mannschaftsgebäude der russischen Garnison in Bischofswerda. Vor dem Gebäude die Leninstatue des Künstlers Manfred Wagner. 1994
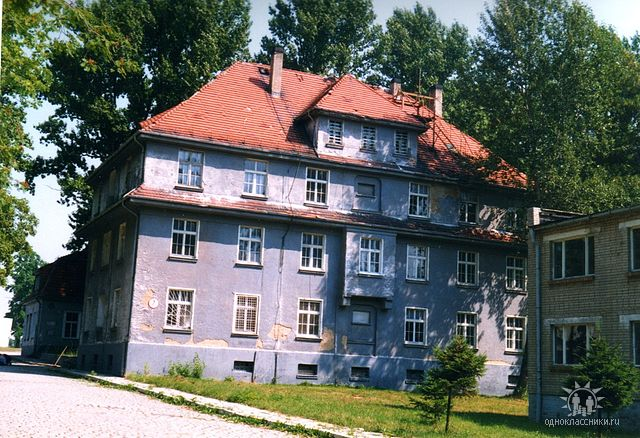
Gebäude des Garnisonshauptquartiers (ehem. „Familienhaus“), dahinter das KTP-Gebäude (erbaut 1913) unweit vom FB-75, r. Offizierswohnungen. Juli 1995.
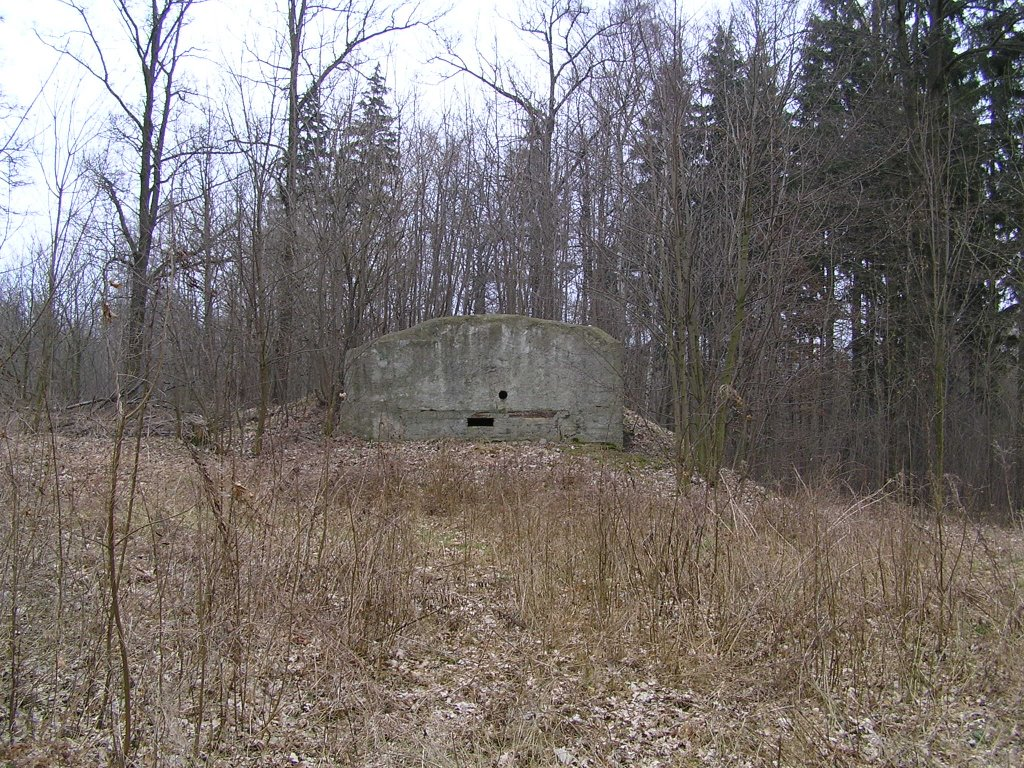
Verschütteter Lagerbunker des Typs FB-75 im bewaldeten Bereich der ehem. Garnison, Bischofswerda. November 2000